# Deia
Pour les articles homonymes, voir Delia (homonymie).
Deia (L'Appel, en français), ou Noticias de Bizkaia (Actualités de Biscaye, en français), est un quotidien de Biscaye, une province de la communauté autonome du Pays basque, en Espagne. 
Son contenu est publié en langue basque mais les articles sont principalement en espagnol.

## Histoire
Le quotidien de langue basque Deia est fondé en juin 1977,. Proche du Parti nationaliste basque, il est tiré, dans les années 2000, à 20 000/30 000 exemplaires pour un lectorat potentiel de 90 000 lecteurs,.